# Unterseeboot 475
L'Unterseeboot 475 ou U-475 est un sous-marin allemand (U-Boot) de type VIIC utilisé par la Kriegsmarine pendant la Seconde Guerre mondiale.
Le sous-marin fut commandé le 10 avril 1941 à Kiel (Deutsche Werke), sa quille fut posée le 5 septembre 1942, il fut lancé le 28 mai 1943 et mis en service le 7 juillet 1943 sous le commandement du Kapitänleutnant Otto Stoeffler.
Il fut sabordé en mai 1945 et démolie en 1947.

## Conception
Unterseeboot type VII, l'U-472 avait un déplacement de 769 tonnes en surface et 871 tonnes en plongée. Il avait une longueur totale de 67,10 m, un maître-bau de 6,20 m, une hauteur de 9,60 m et un tirant d'eau de 4,74 m. Le sous-marin était propulsé par deux hélices de 1,23 m, deux moteurs diesel Germaniawerft M6V 40/46 de 6 cylindres en ligne de 1 400 cv à 470 tr/min, produisant un total de 2 060 à 2 350 kW en surface et de deux moteurs électriques Siemens-Schuckert GU 343/38-8 de 375 cv à 295 tr/min, produisant un total 550 kW, en plongée. Le sous-marin avait une vitesse en surface de 17,7 nœuds (32,8 km/h) et une vitesse de 7,6 nœuds (14,1 km/h) en plongée. Immergé, il avait un rayon d'action de 80 milles marins (150 km) à 4 nœuds (7,4 km/h; 4,6 milles par heure) et pouvait atteindre une profondeur de 230 m. En surface son rayon d'action était de 8 500 milles nautiques (soit 15 700 km) à 10 nœuds (19 km/h).
L'U-472 était équipé de cinq tubes lance-torpilles de 53,3 cm (quatre montés à l'avant et un à l'arrière) et embarquait quatorze torpilles. Il était équipé d'un canon de 8,8 cm SK C/35 (220 coups). Il pouvait transporter 26 mines TMA ou 39 mines TMB. Son équipage comprenait 4 officiers et 40 à 56 sous-mariniers.
L'U-475 fut équipé de deux 2cm Flak C30 sur le montage M 43U Zwilling fixé sur la partie supérieure du Wintergarten. Le montage M 43U fut utilisé sur un certain nombre de sous-marins (U-190, U-249, U-250, U-278, U-337, U-853, U-1058, U-1109, U-1023, U-1105, U-1165 et U-1306).

## Historique
Il reçut sa formation de base au sein de la 5. Unterseebootsflottille jusqu'au 31 juillet 1944, il intégra sa formation de combat avec la 8. Unterseebootsflottille jusqu'au 15 février 1945 et finira sa carrière dans la 4. Unterseebootsflottille.
Sa première patrouille fut précédée par un court trajet de Kiel à Helsinki. Elle commença réellement le 11 juillet 1944 au départ de Helsinki. Le 28 juillet, il endommagea le navire de guerre soviétique MO-107 dans la Baie de Vyborg.
Sa deuxième patrouille, du 14 octobre au 17 novembre 1944, au départ de Dantzig, le fait naviguer en mer Baltique. Après 35 jours en mer sans succès, le submersible rentre à la base le 17 novembre 1944.
Sa troisième patrouille, d'une durée de 13 jours, le fait naviguer en mer Baltique. Il rentra à Danzig le 4 décembre 1944, sans succès.
Sa quatrième patrouille, la plus longue de sa carrière, dura 54 jours. 
L'U-475 quitta Dantzig pour Kiel, en mars 1945. Il fut sabordé le 3 mai 1945 suivant les ordres de l'amiral Karl Dönitz (Opération Regenbogen) à Kiel-Wik.
L'épave fut démolie en 1947.

## Affectations
- 5. Unterseebootsflottille du 7 juillet 1943 au 31 juillet 1944 (Période de formation).
- 8. Unterseebootsflottille du 1er août 1944 au 15 février 1945 (Unité combattante).
- 4. Unterseebootsflottille du 16 février 1945 au 3 mai 1945 (Unité combattante).

## Commandement
- Kapitänleutnant Otto Stoeffler du 7 juillet 1943 au 3 mai 1945.

## Patrouilles
|       | Commandant            | Départ           | Départ    | Arrivée          | Arrivée   | Jours     | Succès |
| ----- | --------------------- | ---------------- | --------- | ---------------- | --------- | --------- | ------ |
|       | Kptlt. Otto Stoeffler | 4 juillet 1944   | Kiel      | 7 juillet 1944   | Helsinki  | 4 jours   |        |
| 1     | Kptlt. Otto Stoeffler | 11 juillet 1944  | Helsinki  | 29 juillet 1944  | Helsinki  | 19 jours  | 56     |
|       | Kptlt. Otto Stoeffler | 31 juillet 1944  | Helsinki  | 5 août 1944      | Esplanadi | 6 jours   |        |
|       | Kptlt. Otto Stoeffler | 16 août 1944     | Esplanadi | 21 août 1944     | Esplanadi | 6 jours   |        |
|       | Kptlt. Otto Stoeffler | 25 août 1944     | Esplanadi | 31 août 1944     | Helsinki  | 7 jours   |        |
|       | Kptlt. Otto Stoeffler | 3 septembre 1944 | Helsinki  | 6 septembre 1944 | Danzig    | 4 jours   |        |
| 2     | Kptlt. Otto Stoeffler | 14 octobre 1944  | Dantzig   | 17 novembre 1944 | Danzig    | 35 jours  |        |
| 3     | Kptlt. Otto Stoeffler | 22 novembre 1944 | Dantzig   | 4 décembre 1944  | Danzig    | 13 jours  |        |
| 4     | Kptlt. Otto Stoeffler | 23 janvier 1945  | Dantzig   | 17 mars 1945     | Danzig    | 54 jours  |        |
|       | Kptlt. Otto Stoeffler | 19 mars 1945     | Dantzig   | 21 mars 1945     | Kiel      | 3 jours   |        |
| Total | Total                 | Total            | Total     | Total            | Total     | 151 jours | 56 t   |

Note : Kptlt. = Kapitänleutnant

## Navire(s) coulé(s)
L'U-475 endommagea 1 navire de guerre de 56 tonneaux au cours 4 patrouilles (151 jours en mer) qu'il effectua.
| Date            | Nom    | Nationalité       | Tonnage | Fait      |
| --------------- | ------ | ----------------- | ------- | --------- |
| 28 juillet 1944 | MO-107 | Marine soviétique | 56      | Endommagé |